# Guatemala ai XV Giochi panamericani
Il Guatemala ha partecipato ai XV Giochi panamericani con una delegazione di 164 atleti, che hanno vinto un totale di 7 medaglie (2 d'oro, 3 d'argento e 2 di bronzo). Il paese si è piazzato al 14º posto del medagliere.

## Medaglie
| Medaglia | Nome                                 | Sport            | Evento                   |
| -------- | ------------------------------------ | ---------------- | ------------------------ |
| Oro      | Cheili González                      | Karate           | Kumite femminile, -53 kg |
| Oro      | Juan Ignacio Maegli Cristina Guirola | Vela             | Classe Hobie             |
| Argento  | José Amado García                    | Atletica leggera | Maratona maschile        |
| Argento  | Kevin Cordón                         | Badminton        | Singolo maschile         |
| Argento  | Heidy Juarez                         | Taekwondo        | -67 kg femminile         |
| Bronzo   | Erick Anguiano Pedro Yang            | Badminton        | Doppio maschile          |
| Bronzo   | José Rosal                           | Taekwondo        | -58 kg maschile          |